# Banderowcy

Flaga OUN-B

Banderowcy – członkowie frakcji rewolucyjnej Organizacji Ukraińskich Nacjonalistów; potocznie: określenie Ukraińców, którzy brali udział w ludobójstwie Polaków na Wołyniu i w Małopolsce Wschodniej oraz dokonywali pogromów antyżydowskich. Nazwa pochodzi od nazwiska przywódcy OUN-B – Stepana Bandery.
Część Polaków używając określenia „banderowcy” ma na myśli sprawców masowych mordów na Wołyniu oraz w Małopolsce Wschodniej, niezależnie od tego, czy byli oni członkami UPA, czy też nie. Analogicznie określenie „banderowcy” w potocznym znaczeniu – odnoszące się do partyzantów UPA, członków OUN-B lub ukraińskich milicjantów – używane jest we wspomnieniach Żydów. Nie jest natomiast jasne, czy nazwa ta funkcjonowała w zbliżonym sensie wśród Ukraińców, którzy również padli ofiarą ukraińskich organizacji nacjonalistycznych, gdyż ich nie popierali lub też współpracowali z NKWD.
Określenie „banderowcy” pojawiało się również w propagandzie komunistycznej, głównie na Ukrainie radzieckiej, rzadziej w Polsce. Przykład ukraińskich nacjonalistów był przywoływany w celu wykazania wyższości ustroju komunistycznego nad ruchem nacjonalistycznym. W propagandzie miano „banderowcy” również nie było stosowane w znaczeniu ścisłym, a miało odcień pejoratywny: służyło dyskredytowaniu i demonizowaniu ruchu, z którym związany był Stepan Bandera.